# Список персонажей серии игр Soul

Герои серии на момент Soulcalibur III.

Данная статья представляет собой список всех персонажей в игровой серии Soul, более известной со второй части как франшиза игр Soulcalibur. Персонажи упорядоченны по появлению в играх серии. События франшизы происходят в шестнадцатом веке, в связи с чем большинство персонажей владеют каким либо видом оружия, которое также носит своё личное имя.

## Основная концепция и разработка
Первоначально, создаётся идея введения в игру героя с определённым оружием, после чего начинается разработка основных деталей персонажей. После этого создаются базовые параметры, такие как пол, возраст и справочная информация. После этого, проект переходит к дизайнеру, который конкретизирует в рисунке конечный вид персонажа, после чего с помощью трёхмерной графики создание внешнего вида персонажа заканчивается. Далее с помощью технологии захвата движения, герой анимируется и получает свои движения. На этом этапе также к работе подключаются авторы сюжета игры, которые прорабатывают роль персонажа в игре и его развитие по мере событий.
Начиная с Soulcalibur II, в каждую версию игры для разных платформ добавляются в качестве бонуса персонажи из других известных игровых и других франшиз. Так, в этой части «гостями» были следующие персонажи: Линк из The Legend of Zelda, который появился в GameCube версии игры, Спаун из одноименного комикса из версии для Xbox и Хэйхати Мисима из серии Tekken в версии PlayStation 2. Несмотря на слухи о участии в игре Данте из серии Devil May Cry в третьей части игры, вместо него появилась КОС-МОС из серии Xenosaga, разработчки заявили что не имеют планов повторять такой же подход в следующих частях серии, а главный продюсер серии Хироаки Ёторияма заявил, что «мои принципы не позволяют делать одно и тоже дважды». Но, после прихода нового продюсера Кацутоси Сасаки, этот подход был снова повторён при создании игр Soulcalibur Legends, куда был добавлен персонаж из игры Tales of Symphonia. В следующей части серии, Soulcalibur IV, гостями франшизы стали персонажи Звёздных войн — Йода, Ученик и Дарт Вейдер, причём, несмотря на платформенность, впоследствии была добавлена возможность докупить остальных персонажей как загружаемый контент. Далее, в игре «гостили» главный герой God of Waŕs Кратос в Soulcalibur: Broken Destiny, и Эцио Аудиторе да Фиренце в Soulcalibur V.

### Появления персонажей в серии
| Абисс | Нет    | Нет   | Нет   | Да 5   | Нет  | Нет   | Нет    | Нет   | Нет   |
| Айви | Нет    | Да    | Да    | Да     | Да   | Да    | Да     | Да    | Да    |
| Алгол | Нет    | Нет   | Нет 1 | Нет    | Нет  | Да    | Да     | Да    | Нет   |
| Астарот | Нет    | Да    | Да    | Да     | Да   | Да    | Да     | Да    | Да    |
| Виола | Нет    | Нет   | Нет   | Нет    | Нет  | Нет   | Нет    | Да    | Нет   |
| Вольдо | Да     | Да    | Да    | Да     | Нет  | Да    | Да     | Да    | Да    |
| Дампьер | Нет    | Нет   | Нет   | Нет    | Нет  | Нет   | Да     | Да 8  | Нет   |
| Геральт из Ривии | Нет    | Нет   | Нет   | Нет    | Нет  | Нет   | Нет    | Нет   | Да    |
| Грох | Нет    | Нет   | Нет   | Нет    | Нет  | Нет   | Нет    | Нет   | Да    |
| Ёсимицу | Нет    | Да    | Да    | Да     | Нет  | Да    | Да     | Да    | Да    |
| Засаламель | Нет    | Нет   | Нет   | Да     | Нет  | Да    | Да     | Нет   | Да    |
| Зигфрид | Да     | Да    | Нет 7 | Да     | Да   | Да    | Да     | Да    | Да    |
| Инферно/SoulEdge | Да 6 5 | Да    | Да 6  | Нет    | Нет  | Нет   | Нет    | Нет   | Да    |
| Кассандра | Нет 2  | Нет 2 | Да    | Да     | Нет  | Да    | Да     | Нет 2 | Да    |
| Килик | Нет    | Да    | Да    | Да     | Нет  | Да    | Да     | Да    | Да    |
| Кошмар | Нет    | Нет   | Нет   | Да 6   | Нет  | Нет   | Нет    | Нет   | Да    |
| Ли Лон | Да     | Нет   | Нет 1 | Да 3 4 | Нет  | Нет   | Да 2 6 | Нет   | Нет   |
| Лэйся | Нет    | Нет   | Нет   | Нет    | Нет  | Нет   | Нет    | Да    | Нет   |
| Макси | Нет    | Да    | Да    | Да     | Нет  | Да    | Да     | Да    | Да    |
| Мастер Осколка | Нет    | Да    | Нет 1 | Нет 2  | Нет  | Нет   | Нет 1  | Да    | Нет 1 |
| Мицуруги | Да     | Да    | Да    | Да     | Да   | Да    | Да     | Да    | Да    |
| Нацу | Нет    | Нет   | Нет   | Нет    | Нет  | Нет   | Нет    | Да    | Нет   |
| Некрид | Нет    | Нет   | Да 5  | Нет    | Нет  | Нет   | Нет    | Нет   | Нет   |
| Олкадан | Нет    | Нет   | Нет   | Да     | Нет  | Нет   | Нет    | Нет   | Нет   |
| Патрокл/Альфа Патрокл | Нет    | Нет   | Нет   | Нет 2  | Нет  | Нет 2 | Нет    | Да    | Нет   |
| Пирра/Пирра Омега | Нет    | Нет   | Нет   | Нет 2  | Нет  | Нет 2 | Нет    | Да    | Нет   |
| Рафаэль | Нет    | Нет   | Да    | Да     | Нет  | Да    | Да     | Да    | Да    |
| Рок | Да     | Да    | Нет   | Да     | Нет  | Да    | Да     | Нет   | Нет   |
| Сервантес | Да     | Да 5  | Да    | Да     | Да 6 | Да    | Да     | Да    | Да    |
| Сиба | Нет    | Нет   | Нет   | Нет    | Нет  | Нет   | Нет    | Да    | Нет   |
| Сон Мина | Да     | Да    | Да 5  | Да     | Нет  | Да    | Да     | Нет   | Да    |
| Сон Хан-Мён | Да 5   | Нет   | Нет   | Нет    | Нет  | Нет   | Нет 2  | Нет   | Нет   |
| Софития | Да     | Да    | Да 5  | Да     | Да   | Да    | Да     | Нет 2 | Да    |
| Сэцука | Нет    | Нет   | Нет   | Да     | Нет  | Да    | Да     | Нет   | Да    |
| Сянхуа | Нет    | Да    | Да    | Да     | Нет  | Да    | Да     | Нет 2 | Да    |
| Таки | Да     | Да    | Да    | Да     | Да   | Да    | Да     | Нет 2 | Да    |
| Талим | Нет    | Нет   | Да    | Да     | Нет  | Да    | Да     | Нет 2 | Да    |
| Тира | Нет    | Нет   | Нет   | Да     | Нет  | Да    | Да     | Да    | Да    |
| Хван Сон Гён | Да     | Да    | Нет 1 | Да 3 4 | Нет  | Нет 2 | Да 2   | Нет   | Да    |
| Хильда | Нет    | Нет   | Нет   | Нет    | Нет  | Да    | Да     | Да    | Да    |
| Хон Юн Сон | Нет    | Нет   | Да    | Да     | Нет  | Да    | Да     | Нет   | Нет   |
| Ц. В.А. Й. | Нет    | Нет   | Нет   | Нет    | Нет  | Нет   | Нет    | Да    | Нет   |
| Человек-ящер (Эон Калкос) | Нет    | Да    | Нет   | Да     | Нет  | Да    | Да     | Да    | Нет   |
| Шарада | Нет    | Нет   | Да    | Да 6   | Нет  | Нет   | Нет    | Нет   | Нет   |
| Элизиум | Нет    | Нет   | Нет   | Нет    | Нет  | Нет   | Нет    | Да    | Нет   |
| Эми | Нет    | Нет   | Нет 1 | Да 3 4 | Нет  | Да    | Да     | Нет 2 | Да    |
| Примечания: 1. Появляется в игре 2. Только упоминается в игре 3. Бонусный персонаж в консольных версиях 4. Стандартный персонаж в аркадной версии 5. Играбельный только в консольных версиях 6. Неиграбельный босс/враг 7. Появляется альтернативный костюм персонажа 8. Эксклюзивно для игроков, сделавших предзаказ игры или загрузивших контент - Игровые только в консольных версиях: - Инферно/SoulEdge и Сон Хан-Мён в Soul Blade - Некрид, Софития и Сон Мина в Soulcalibur II - Абисс в Soulcalibur III - Неиграбельный босс/персонаж противник - Инферно/SoulEdge в Soulcalibur II - Шарада и Ночной Террор в Soulcalibur III - Сервантес и Кошмар в Soulcalibur Legends - Появляется как альтернативный костюм: - Кошмар (в костюме Зигфрида) в Soul Blade - Зигфрид (в костюме Кошмара) в Soulcalibur II |        |       |       |        |      |       |        |       |       |

## Soul Edge

### Сервантес
Сервантес де Леон (яп. セルバンテス・デ・レオン Сэрубантэсу дэ Рэон) — испанский пират, который получил разрешение на каперство от короля Испании Филиппа II, но был убит во время сражения с английским флотом, а его корабль потоплен. В итоге он стал неприкаянным и, получив заказ от хозяина Вольдо, отправился на поиски меча под названием соул эдж. После того как он нашёл меч, Сервантес начал террор длившийся двадцать лет и был убит Таки, которая также искала этот меч. Однако, он был случайно возрождён из-за того, что Кошмар разместил один из осколков меча в его теле. Теперь Сервантес пустился на поиски меча, также встретив Айви, свою незаконно рождённую дочь.
Первоначально, оружием Сервантеса была рапира, но разработчики пришли к выводу, что данное оружие «слишком джентльменское» для данного персонажа, и заменили её двумя мечами. В рукоять одного из мечей встроен пистолет, что впоследствии стало одним из важных элементов боевого стиля и образа персонажа. Что касается внешности, то было и множество других проектов, но все они были отброшены как слишком интеллигентные для нигилистического пирата.

### Хван Сон Гён
Хван Сон Гён (яп. 黄星京 Фан Сонгён) — человек с сильным чувством справедливости, присоединился к береговой охране Кореи и был направлен на поиски «Меча спасения», который на самом деле оказался проклятым мечом «Soul Edge», для защиты своей страны. Однако он вернулся, узнав о предстоящем вторжении японской армии. Позже он узнал истинную природу меча, и сообщил своему начальству об этом, однако его вскоре уволили. Вместе с Сон Миной они отправляются на запад, чтобы уничтожить меч.
В процессе разработки главным оружием персонажа могли быть чжаньмадао или нунчаки. Дизайн Хвана был изменён для игры Soulcalibur. В артах Хван был одет в куртку и китайскую одежду. Разработчики создали его дизайн на основе концепции отпуска, в качестве намёка у Хвана рваные брюки.

### Ли Лун
Ли Лун (яп. リ・ロン Ри Рон) — китайский наёмный убийца в совершенстве владеющий нунчаками. Ли Лун был послан императором Китая для убийства лидера пиратов, но потерпел поражение. Тяжело раненый, он был спасён девушкой по имени Тиэ, после чего влюбился в неё. Один раз, в доме Тиэ произошла драка и Ли Лун думал, что она погибла. Он решил, что в этом виноват мечник по имени Хэйсиро Мицуруги, и отправился на его поиски, также ища «Soul Blade». Путешествуя и побеждая соперников Ли Лун нашёл Мицуруги и победил его, после чего понял, что тот не виновен в нападении на Тиэ. После этого Ли Лун пережил ещё множество приключений, не зная, что в то же время Тиэ жива и даже родила его сына.
Ли Лун был одним из самых популярных персонажей первой части, с ним также выпускались игрушки,, шторы и подставки. Также был выпущенный двухстраничный комикс, рассказывающий о том как Мицуруги помогает ему завоевать сердце Тиэ. Ли Лун был назван одним из самых «драматичных» персонажей и хорошо оценён за свои отсылки к Брюсу Ли. Оценивая его и Макси, персонажа который заменил Ли Луна в серии, некоторые журналисты отдали предпочтение первому,. Помимо этого, Ли Лун является любимым персонажем Юджина Хуанга, одного из журналистов GameDaily, который хвалит его за быструю технику ударов и убедительную историю.

### Мицуруги
Хэйсиро Мицуруги (яп. 御剣 平四郎 Мицуруги Хэйсиро:) — сын простого японского крестьянина, который после долго созерцания разорения своей родины войнами и бандитами, решил овладеть искусством меча и стать самураем. Впоследствии став наёмником, Мицуруги стал свидетелем того, что новое огнестрельное оружие во многом превосходило традиционное холодное оружие японцев и поставил себе цель найти способ противостоять ему. В поисках этого решения он и встретил Таки. После убийства в бою её учителя, он соответственно стал её злейшим врагом, а его смерть её основной целью. Отчаявшись найти способ победить огнестрельное оружие, Мицуруги выступил с мечом против стрелков и был ранен в плечо. После этого, он удалился совершенствовать своё мастерство и в конечном итоге ружья перестали быть для него опасными. В конце концов, он узнаёт о Кошмаре и решив, что тот является достойным ему противником, отправляется на его поиски.

### Рок
Натаниэль «Скала» Адамс (яп. ロック・アダムズ Рокку Адамузу) — британский «Воин-зверь», который сражается огромным топором. Его внешний вид олицетворяет дикого и яростного воина-варвара, а лицо выражает упоение битвой. Первоначальные элементы дизайна персонажа, такие как одежда джентльмена или бритая голова, были отброшены, так как по мнению разработчиков создавали ненужный образ урбанистического «плохого парня».

### Сон Мина
Сон Мина (яп. 成美那 Сон Мина) — молодая кореянка, которая профессионально владеет оружием, но при этом считается обычной девушкой, как и её сверстники. Она хотела присоединиться к береговой охране, но её не приняли из-за многочисленных слухов, связанных с поиском «Меча спасения», который на самом деле является «Soul Edge». Сон Мина насильственно была выдана замуж за Хвана. Встречая другую воительницу по имени Айви, она бросила вызов ей, но была быстро побеждена. После этого она узнала, что не только она ищет меч «Soul Edge», и на самом деле он является злом. Позже она сражается с отрядом, вооружённым бо, и проигрывает им. Сон Мина обучается у отряда для приобретения новых навыков. Хван в это время находит Сон Мину и оправляет её домой. После этого она встречается с Хон Юн Соном, учеником своего отца. Хон Юн Сон вызывает Хвана на дуэль. Чувствуя жалость и к нему, Мина протянула ему свою семейную реликвию, дао «Белая Буря», и в ту же ночь она отправляется для поисков меча «Soul Edge».

### Зигфрид
Зигфрид Штауффен (яп. ジークフリート・シュタウフェン Дзикуфурито Сютауфэн) — немецкий рыцарь, главный герой серии. Он стал бандитом и непреднамеренно убил своего отца, бывшего рыцаря Священной Римской империи, во время одного из рейдов. Сходя с ума от этого события, Зигфрид убедил себя в том, что кто-то виноват в смерти его отца и отправился на поиски Soul Edge, чтобы получить силу для мести. После того, как он заполучил меч, Зигфрид становится одержим им и превращается в Кошмара, главного злодея игры. Только в конце второй части он наконец освобождается от чар клинка и на протяжении всей серии ищет путь для искупления всех содеянных им грехов, в то время как Кошмар смог освободиться и стать отдельным персонажем. В связи с этим начинает разворачиваться главное противоборство серии, между заклятыми врагами — Зигфридом и Кошмаром.
Зигфрид был хорошо принят игроками и игровой прессой, IGN поместили его с Кошмаром на вершину списка «Тоp 10 бойцов» серии, где описали их как идеальное воплощение основного конфликта серии. Особенно критиками были отмечены его суровая привлекательность, ангельский дизайн и быстрые мощные удары мечом.

### Софития
Софития Александра (яп. ソフィーティア・アレクサンドル Софитиа Арэкусандору) — греческая воительница, служащая Гефесту, олимпийскому богу кузнечного ремесла. Её оружие это меч ксифос и щит гоплон. Один раз Гефест рассказал ей о существовании меча под названием соул эдж и приказал прийти в его храм, чтобы взять могущественное оружие — меч Омега и уничтожить соул эйдж, найдя его. Софития отправляется на поиски меча и находит его обладателя — Сервантеса — в одном из портов Валенсии. Несмотря на то, что она уничтожила одного из клонов меча, Сервантес смог тяжело её ранить. После того, как Сервантес был побеждён Таки, Софития вернулась в Грецию к своей младшей сестре Кассандре. Впоследствии, она снова отправилась на поиски мече с целью защитить своих детей — Патрокла и Пиру. Начиная с пятой части, её дети заменяют Софитию и Кассандру в игре, в то же время становясь главными героями этой части серии.
Софития одна из самых известных и популярных персонажей игры, с ней был выпущен ряд коллекционных фигурок. В 2002 году Софития заняла второе место в списке любимых персонажей серии, уступив только Сон-Мине. В следующем году она попала на пятое место в десятке «Самых лучших женщин в видеоиграх» по версии издания GameSpy.

### Таки
Таки (яп. タキ Таки) — японская куноити. Таки сражается мечами ниндзя под названием «Рэкки-/Мару (яп. 裂鬼丸)» и «Мэкки-Мару (яп. 滅鬼丸)». Она единственный персонаж, который появился в каждой игре серии, включая спин-оффы. Впервые Таки появляется в первой части игры как 22-летняя девушка эпохи Сэнгоку по прозвищу «Охотник Тьмы» (яп. 闇の狩人 Ями но Гарибит), которая посвятила себя борьбе с нечистью и всем злом в Японии. Она была воспитана и обучена искусству ниндзя кланом Фума (яп. 風魔一党 Фума-итто), так как Таки была молодой сиротой, после того как умерли её родители. Её учитель рассказал Таки историю, что когда-то один демон напал на клан и похитил их священное оружие — магический меч под названием Рэккимару. Таки отправляется в путь, чтобы найти его, после чего в финале первой игры встречает Сервантеса и побеждает его, вернув меч, который стал её оружием. Узнав, что соул эдж до сих пор существует, Таки отправляется на его поиски с желанием уничтожить его.
В пятой части серии Таки появляется вместе со своей ученицей по имени Нацу, которую сразу же окрестили «мини-Таки облитая розовой краской» за практически одинаковый стиль боя. Самым обсуждаемым элементом образа Таки является её грудь, что вкупе с её фирменным облегающим костюмом, вызывает множество смешанных, но часто положительных откликов. Ввиду этого, множество игровых изданий сравнивают её с моделью мужских журналов и часто комментируют её сексуальность и в связи с этим интерес для мужской аудитории. В то же время, её боевые навыки были оценены как невероятно быстрые, но также отмечается, что управление Таки довольно легко для любых игроков.

### Вольдо
Вольдо (яп. ヴォルド Ворудо) — итальянский бандит, ставший стражем сокровищ оружейного магната Верчи. Его оружие — два катара. Вольдо родился в Палермо, Неаполитанском королевстве, и в первое время был правой рукой торговца оружием Верчи, которого называли торговцем смерти. Верчи возжелал получить «Soul Edge» в свою коллекцию редкого оружия и послал Вольдо за ним. В то время, когда он руководил экспедицией по поиску меча, появились известия, что в Италии началась очередная война, и имущество Верчи могло пострадать. Верчи послал все свои силы на спасение своих сокровищ и перевёз их на своё последнее уцелевшее владение — необитаемый остров у берегов Сицилии. Там моряки построили хранилище сокровищ, а Вольдо убил всех свидетелей, включая самих строителей. Он остался внутри хранилища, постепенно ослепнув и сойдя с ума. На протяжении долгого времени он убивал всех, кто пытался украсть их, и получил прозвище «призрак хранитель». Наконец, Вольдо «услышал» голос его давно умершего повелителя, который велел ему снова отправится на поиски меча.
Необычная концепция персонажа и его эксцентричный стиль боя вызвал много дискуссий и отзывов. New York Times описывает Вольдо как «самый странный персонаж, которого вы можете представить в этом жанре», также добавив, что в образе Вольдо собраны самые мыслимые стереотипы о сатанистах. Когда Namco устроили опрос о любимых персонажах, незадолго до выхода второй части игры, Вольдо занял третье место с 13 % голосов. Он также занял четвёртое место в «Топ 11 бойцов SoulCalibur» на сайте UGO.com, где также было отмечено, что «Вольдо здесь потому что он боец топ-уровня, который также является акробатом высокого уровня и фетишистом-садомазохистом».

## SoulCalibur

### Астарот
Астарот (яп. アスタロス Асутаросу) — голем, созданный греческим богом войны Аресом, который хочет получить меч «Soul Edge». Сам Астарот тоже хочет завладеть мечом, чтобы получить власть над миром. Узнав об этом, Арес собирается разобраться с ним, однако Астарот убивает его. Главным врагом Астарота является Макси, который мстит голему за убийство своей команды. Ввиду этого, почти всегда их противостояние изображается в открывающихся роликах игры.
Традиционно Астарот изображается как большой мускулистый мужчина, вооружённый крупным двуручным топором. Его рост равен 203 сантиметра, что делает голема самым крупным из персонажей серии. В первых частях игры Астарот выглядел более похожим на человека, впоследствии его внешность изменили на более фэнтезийную: кожа становилась каменной или железной, а на теле появлялись шипы, а в последних частях его дизайн был приближен к образу оживлённого трупа. Своё имя голем получил в честь одного из библейских демонов — Астарота, широко упоминаемого в средневековой демонологии и оккультизме, традиционно трактуемого как демона похоти и праздности, а также частого виновника одержимости.
Главной концепцией при создании персонажа была идея «мощного героя, способного к атакам на большие расстояния», и Астарот стал довольно популярен среди как простых игроков, так и профессиональных. Для персонажа была разработана уникальная система боя, игрок может зажимать кнопки нападения для усиления атаки, этим боевой стиль Астарота отличается от стилей других крупных персонажей Soulcalibur, к примеру, разнообразием боевых позиций Кошмара. Хотя Астарот и характеризуется как медленный персонаж, обычно фанаты и критики хвалят героя за сочетание лёгкости управления и мощных по повреждениям атак. Игроки определяют его как «Плохой парень» в ростере игры.
После появления в Soulcalibur, Астарот появился в мини-игре для Visual Memory Cannon Dare, где игрок должен стрелять в него из пушки. В Pac-Man Fever появляется как играбельный персонаж, а в Soulcalibur Legends он присоединяется к главному герою игры Зигфриду. Ненадолго появляется в истории Гаунлета в Soulcalibur: Broken Destiny.

### Мастер Осколка
Мастер Осколка (яп. エッジマスター Эддзи Масута) — человек с таинственным прошлым и именем. Вступил в бой с другими персонажами для демонстрации своего опыта и силы. Обладает таинственным оружием. Он работал в храме Линг-Шенг в качестве преподавателя, вплоть до его уничтожения. После уничтожения храма, в живых остался только Килик. Мастер стал обучать Килика для подавления зла внутри себя и уничтожения «Soul Edge».
Мастер Осколка был создан художником Ясуси Нирасавой.

### Инферно
Инферно (яп. インフェルノ Инфэруно) — физическое существо, созданное из души меча «Soul Edge». Он борется с помощью атак, заимствованные у других бойцов и из своих воспоминаний о прошлых сражениях. У Инферно есть собственное измерение под названием Хаос, где отсутствует время и пространство. Характер у героя двуличный, например он обманул Зигфрида и пытался использовать пылающий труп Сервантеса, а затем достать доспехи Кошмара, чтобы создать свой аватар. В Хаосе Инферно самовоспламеняется, создавая тем самым своё оружие.
Его воля и власть непосредственно вызвало неприятности у других персонажей серии. Инферно также создал нескольких форм жизни, такие, как меч Айви, Шараду, Некрида и Аббис.

### Айви
Изабелла Валентайн (яп. イザベラ・バレンタイン Изабэра Барэнтайн), также известна как просто Айви (яп. アイヴィー) — внебрачная дочь мёртвого пирата Сервантеса де Леона. Родилась в Лондоне, Британская Империя. Была воспитана в благородной семье, пока её отец не стал одержим проклятым мечом «Soul Edge», что привело к его смерти, а затем позднее погибла и её мать. Желая уничтожить меч, она начала изучать химию. Её оружием является меч-кнут.

### Килик
Килик (яп. キリク Кирику) — преподаватель искусства штаб-бой. Когда был младенцем, он был оставлен на ступенях храма в Китае. После уничтожения храма остались в живых только Мастер Осколка и Килик. Мастер Осколка с тех пор стал наставником Килика, чтобы вместе уничтожить «Soul Edge» и истребить зло внутри себя.
Во время первоначального создания дизайна, оружие Килика оставалось неизменным на протяжении долгого периода времени. Также его дизайн должен был быть основан на легендарном китайском персонаже по имени Сунь Укун. Другие концепты, где герой имел «дикий» внешний вид, был отвергнут разработчиками из-за многочисленных отличии от первоначальной концепции.

### Человек-ящер
Эон Калкос (яп. アイオーン・カルコス Айон Карукосу) — один из двадцати четырёх воинов, посланный богом Гефестом для уничтожения «Soul Edge». Группа путешественников спасла обезвоженного Эона Калкоса и привели его в свою деревню. Обучая людей фехтованию в знак благодарности за спасение, он стал сумасшедшим убийцей и уничтожил всю деревню. Создатель Астарота Кунпаэку захватил Эона Калкоса для экспериментов, превратив его в существо по имени Человек-Ящер (яп. リザードマン Ризадомэн). Кунпаэку приказал привести приемного сына Рока в Европу, однако он потерпел поражение, преследуя также меч «Soul Edge», который был разрушен. Освободившись от зависимости, он пытался восстановить свою человеческую форму, но не смог и обвинил Гефеста в предательстве. Его состояние постепенно ухудшалось и он потерял свою человечность и воспоминания. Был принят в группу ящеров, и там он понял, что потерял свою душу в «Soul Edge». Эон решается вернуть её.

### Макси
Макси (яп. 真喜志 Макиси) — странствующий пират из Сюри, королевство Рюкю (современная Окинава). Он использует нунчаки после изучения техники убийцы Ли Лон. Он преследует голема Астарота, который напал на его корабль и убил всех его членов экипажа. Макси выигрывает бой с Астаротом, но победа досталось большой ценой. Был позже найден сельскими жителями, благодаря которым Макси быстро вылечился благодаря фрагментам «Soul Edge». Сам Макси хочет использовать «Soul Edge» для убийства Астарота, а потом убить себя.
Макси создавался как замена Ли Лону из Soul Edge, так как разработчики хотели снова видеть персонажа с нунчаками, но более молодого и стильного. В первоначальных зарисовках герой носил дреды, однако позже Макси был переработан и разработчики сделали его более «сексуальным» и раскрепощённым. Несмотря на то, что в XVI веке Рюкю было суверенным государством с собственным языком, Макси говорит на современном японском языке и воспринимает персонажей-японцев как соотечественников.

### Кошмар
Кошмар (яп. ナイトメア Найтомэа) — демон, созданный воплощением воли «Soul Edge». Вооружен гигантским мечом. В событиях Soul Edge главный противник игры Зигфрид превратился в Кошмара. С тех пор в каждой игре серии является главным боссом.

### Сянхуа
Хай Сянхуа (яп. 柴香華 Тяй Шанфа) — дочь монахини и опытного воина. Мать отказалась от Сянхуа, и отец стал учить стилю тай-цзи-цзянь. Позже Сянхуа стала членом китайской императорской гвардии. Встречая Килика и Макси, оба героя объединились с Сянхуа и победили Кошмара и Инферно. Её оружие по форме напоминает «Soul Calibur». Во время разработки персонажа, для Сянхуа было нарисовано несколько концептов её нарядов. Кроме того, разработчики хотели создать молодую безоружную девушку, однако от этой идеи вскоре отказались и концепция была использована в создании Хэйхати Мисимы в Soulcalibur II.

### Ёсимицу
Ёсимицу (яп. 吉光) — глава японского клана Мандзито (в серии Tekken — Мандзи). Когда-то властолюбивый лорд Ода Нобунага предложил Ёсимицу вступить в его клан. Однако он отказывается от его предложения и Ода уничтожает деревню, где раньше жил Ёсимицу. Сам Ёсимицу пытался бороться с армией Нобунаги, но в бою потерял руку. В итоге, он направляется на поиски великого меча «Soul Edge», чтобы отомстить Нобунаге. Во время медитации Ёсимицу понимает, что месть сделает его таким же, как Нобунага. Когда Есимицу находит храм, где хранится великий меч «Soul Edge», он обнаруживает, что рядом лежит и «Soul Calibur».
Ёсимицу также фигурирует в игровой серии Tekken, биография персонажа осталась неизменной. Это породило слухи о том, что Ёсимицу живёт ещё с 17 века.

## SoulCalibur II

### Кассандра
Кассандра Александра (яп. カサンドラ・アレクサンドル Касандора Арэкусандору) — младшая сестра Софитии. Вместе со своей сестрой Кассандра ищет меч «Soul Edge» для того, чтобы уничтожить его. В сюжете Soulcalibur III она продолжает свои поиски и получает свой меч, до этого Кассандра полагается на свои силы. Вокруг неё крутится сюжет Soulcalibur: Broken Destiny, где она вместе со своими союзниками ищет ингредиенты для создания зелья, чтобы вылечить отца Хильды.

### Шарада
Шарада (яп. シャレード Сарэдо) — существо, созданное из осколков меча «Soul Edge». У него отсутствует интеллект, вместо этого он действует на инстинктах. Он имитирует боевые стили и оружия путём сканирования умов своих противников. В аркадной версии Soulcalibur II был финальным боссом, и мог быть разблокирован после прохождения определенного количества времени. В консольных версиях был заменён на Инферно. Шарада появляется как босс в Soulcalibur III и является второстепенным персонажем в Namco × Capcom, где имитирует боевой стиль Софитии.

### Юн Сон
Хон Юн Сон (яп. 洪潤星 Хон Юнсун) — известный боец с мечом, который идеализирует Хван Сон Гёна. Он ищет «Меч спасения», чтобы защитить свой народ и доказать, чего он достоин, чтобы бросить вызов Хвану.

### Некрид
Некрид (яп. ネクリッド Нэкуриддо) — в прошлом человеческий воин, который хотел найти «Soul Edge» и попасть в его измерение. В измерении его тело резко мутировало, его воспоминания и здравомыслие оказались потерянными. Он владеет различными формами энергии и использует их в качестве оружия.
Персонаж был создан Тоддом Макфарлейном и получил неоднозначные отзывы. Хотя сайты и критики в качестве недостатков приводили дизайн Некрида, другие хвалили за визуальную привлекательность, особенно в движении. Некоторые критики (X-Play, GameZone) называют Некрида одним из лучших персонажей в серии, другие (GameSpot, GameSpy) считают его одним из худших.

### Рафаэль
Рафаэль Сорель (яп. ラファエル・ソレル Рафаэру Сорэру) — французский дворянин, сосланный из своего семейного дома за выходки. Скрываясь от преследователей, он удочеряет молодую девушку по имени Эми и стремится завладеть «Soul Edge», чтобы жить нормальной жизнью. Был побежден Кошмаром. Он и Эми позднее становятся вампирами и поселяются в замке в Румынии, разнося по региону инфекцию. Узнав о мече «Soul Calibur», он решает найти его, чтобы создать «идеальный мир» для себя и Эми.
Рафаэль появляется в Soulcalibur III, где был значительно изменён его дизайн. По словам дизайнера Хидэо Ёсиэ, изменения были связаны со стремлением разработчиков создать «более чёткого» Рафаэля.

### Талим
Талим (яп. タリム Тариму) — внучка старейшины-шамана в своей деревне. Из-за потрясений, вызванных влиянием испанской и португальской культуры, она была воспитана так, чтобы стать жрецом. В тот день, зло распространилось по всему миру, и Талим чувствовала ветер и злую ауру, которая пожирает всё на своем пути, и попала в её тело, в результате чего она потеряла сознание на несколько дней. Когда Талим исполнилось пятнадцать лет, человек с запада принёс с собой странный фрагмент металла. Талим почувствовала в нём злую энергию, и отправилась в путешествие, полагая, что если она вернёт фрагмент на своё законное место, мир в конечном итоге будет восстановлен.
Талим владеет боевым искусством Эскрима, и борется с противником на близком расстоянии.

## SoulCalibur III

### Эми
Эми (яп. エイミ) — приёмная дочь французского дворянина Рафаэля. Чтобы у дочери было идеальное будущее, Рафаэль прекращает поиски меча «Soul Edge». Однако Рафаэль и Эми вскоре заражаются вампиризмом, и переезжают в замок в Румынии, где Рафаэль оставляет её, чтобы создать идеальный мир для них обоих. Эми однако чувствует себя брошенной, и хочет сама защитить свой мир.
Первый раз Эми в появляется в Soulcalibur II как неиграбельный персонаж, в третьей части она вновь появилась, на этот раз как играбельный персонаж с другим внешним видом. Она также появляется в Soulcalibur IV. По словам руководителя третьей и четвёртой части игр Даиси Одасимы, Эми была включена из-за того, что ему нравятся персонажи, которые выглядят слабыми.

### Олкадан
Олкадан (яп. オルカダン Орукадан) — воин, который освоил все виды боевых искусств и обращения с оружием, а также заинтересованный в оттачивании своего мастерства. Когда он достиг совершеннолетия, он побеждал во всех поединках, кроме одного боя, который закончился вничью. Для того, чтобы проверить себя, он выследил посланника бога войны Ареса — большую белую сову и обезглавил её в качестве доказательства своей победы. В наказание за это он был проклят Аресом: его голова была заменена на голову белой совы, а сам он был заключен в тюрьму в лабиринте, где остановилось время. После того как печать лабиринта пала, Олкадан освободился и узнал о силе «Soul Edge», захотел победить его.
Олкадан получил положительные отклики критиков за внешний вид и характер, и был включён в список «11 лучших бойцов Soulcalibur» по версии сайта UGO.com. Он также был награждён как «Лучший новый персонаж» 2005 года.

### Сэцука
Сэцука (яп. 雪華) — беглая сирота из Японии. Её приютил телохранитель, который обучил её боевому искусству, а также показал ей, что такое любовь и доброта. После того как телохранитель умирает от многочисленных ран, полученных в бою с Мицуруги, Сэцука понимает, что она влюбилась в этого человека. Несмотря на просьбы умиравшего приёмного отца, она решает отомстить Мицуруги. Сэцука начинает следить за Кошмаром, полагая, что он приведет её к Мицуруги, который сам преследует владельца меча. Она продолжает свой поиски и в Soulcalibur IV.В Soulcalibur V сама Сэцука не появляется, но её изображение есть в артбуке игры.
Разработчик персонажа Хидэо Ёсиэ заявил, что концепция Сэцуки берет своё начало от идеи цветков. Её наряд в Soulcalibur III был основан на одеяниях японских проституток ойран.

### Тира
Тира (яп. ティラ) — убийца, сбежавшая из своей группировки из-за своей психической нестабильности. Она пыталась наладить мирную жизнь в тихом городе, но продолжала бесконтрольно убивать, пока она не узнала о живой души меча «Soul Edge» и его владельца Кошмара. Она решает стать новым владельцем «Soul Edge» и уничтожить другой меч «Soul Calibur».

### Засаламель
Засаламель (яп. ザサラメール Засарамэру) — представитель древнего племени, защищавшего священный меч «Soul Calibur» от Алгола. Он был возмущён ограничениями племени и попытался взять «Soul Calibur», но был схвачен и изгнан. Охраняя меч Засаламель получил способность к перерождению, но тем не менее он желает умереть навсегда. Отслеживания «Soul Edge», он подстраивает события таким образом, что когда-нибудь «Soul Calibur» будет у него в руках. В Soulcalibur III выступает как главный антагонист. Используя энергию обоих мечей, он надеется убить себя, но вместо этого превращается в монстра под названием Абисс.
Засаламель был положительно воспринят критиками. Official U.S. PlayStation Magazine описал его как «легкого и крутого» из трёх новых персонажей, появившихся в Soulcalibur III, отмечая его высокую скорость и способность быстро выбросить противников за арену битвы. GameSpy назвал героя одним из лучших в Soulcalibur III.

## SoulCalibur IV и Broken Destiny

### Алгол
Алгол (яп. アルゴル Аругору) — главный босс в режиме «История» и открываемый персонаж. До событий игры, Алгол был известен как «Король Герой». Он хочет использовать меч «Soul Edge», чтобы установить мир на всей планете, однако его сын попал под влияние меча, и Алгол был вынужден убить его. Он работал над созданием очищенного меча, чтобы уничтожить «Soul Edge». Когда два меча столкнулись друг с другом, душа Алгола, заключенная в «Soul Calibur», поглотила часть энергии, вырвавшейся в этот момент. Алголу этого для воссоздать своё тело и построить башню. Однако как только энергия иссякнет, всё исчезает. Чтобы защитить свою реальность, Алгол решил заполучить оба меча. Его башня стала привлекать воителей и рано или поздно в неё вошли бы и носители мечей.
Дизайнер персонажей Хидэо Ёсиэ описал Алгола как сильного персонажа в Soulcalibur. Костюм Алгола был разработан вокруг концепции, происходящие из древней культуры. На стадии разработки он мог быть похожим на льва или динозавра, однако в финальной версии он стал похожим на птицу.
Данный персонаж был смешанно принят критиками. Его дизайн был назван свежим и новаторскими, однако был подвергнут критике стиль борьбы. В 2012 году Cheat Code Central включил Алгола в список «10 скрытых персонажей в файтингах».

### Хильдегард фон Крон
Основная статья: Хильдегард фон Крон
Хидегард вон Крон (яп. ヒルデガルド・フォン・クローネ Хирудэгарудо фон Кюронэ), также известна как просто Хильда — дочь короля вымышленного европейского королевства Вольфкорна. Её отец был суровым человеком, но справедливым и добрым. Однако он скоро потерял разум благодаря энергии «Темного семени». Остаток своей жизни король провел в изоляции в замке своего королевства, а Хильда приняла на себя обязанности правительницы.
После того, как Хильда услышала рассказы беженцев о чудовищах, обитающий в руинах древнего замка, она собрала свою армию и отправилась для уничтожения «Soul Edge», который вновь набирает силу. Вооружена копьём и мечом, с помощью которых она может увеличить силу наступательных ударов.

### Гео «Ле Белло» Дампьер
Дампьер (яп. ダン ピエール Дампьеру) — мошенник и вор, впервые появившиеся в Soulcalibur: Broken Destiny. Известен он по различными самопрозвищам, среди которых «Алхимик века», «Лучший убийца в мире», и «Чудесный Психик». В конце концов был признан как вор, который прибегает к грабежам и похищениям людей для продолжения своего богатого образа жизни. Желая жить благородной жизнью вместо жизни вора и мошенника, он решает бороться против Кошмара и хочет использовать свои навыки во благо. Его оружие состоит из двух кинжалов, установленных в нижней части его запястья. Его озвучил Сигэру Тиба на японском языке. Разработчики считают, что Тиба даёт персонажу отчетливый голос.
Введение Дампьера в игру было результатом от неиспользованного персонажа и оружия, который был исключён из Soulcalibur IV, и желанием команды сосредоточиться на создании персонажа, основанных на их личностях. Хотя у команды разработчиков были смешанные чувства в отношении персонажа, они решили рискнуть и добавить его в Broken Destiny.

## SoulCalibur V
Обновление списка персонажей в этой части игры вызвало довольно смешанные отзывы. Так, в большинстве рецензий на игру, отсутствие многих значимых персонажей было отмечено как один из главных минусов пятой части серии. Помимо этого, известный портал Cheat Code Central поместил «Любого нового персонажа Soulcalibur V» на одно из мест в свой «топ 10 самых глупых персонажей видео-игр». Портал IGN также выразил мысль, что полученное удовольствие от игры прямо зависит от степени принятия игроком новых персонажей в этой части серии.

### Виола
Виола (яп. ヴィオラ Виора) — прекрасная гадалка, страдающая от потери памяти. День её рождения — 9 июня, совпадает с древнеримским праздником Весталии. Виола живёт путешествиями по разным городам, предсказывая судьбу за деньги при помощи левитирующего магического шара, происхождение которого ей неизвестно. На момент действия пятой части игры она путешесововала с Цваем, чтобы присоединиться к отряду Зигфрида. Навыки Виолы включают дальние удары при помощи летающего хрустального шара, и оружие ближнего боя — стальные когти-лезвия на правой руке. Виола заявлена как один из сложных в освоении, «техничных» персонажей. Формально, она впервые представлена в SC5 как новый персонаж, однако обилие схожих деталей её внешнего вида питают массу спекуляций на тему того, что Виола может оказаться взрослой и потерявшей память Эми. В пользу этого также говорит то, что оба персонажа были озвучены Хитоми Набатамэ в японской и Хезер Хоган в английской версии игр.

### Лэйся
Ян Лэйся (яп. 燕蕾夏 Уэн Рэйса) — молодая китаянка, дочка Сянхуа и неназванного китайского генерала. Ей 15 лет, она родилась 7 июля 1593 года в Люоянге, империя Мин. Она использует то же оружие, что и её мать. После того как её мать рассвирепела, когда узнала о подаренном ей Сибой медальоне Килика, Лэйся отправляется на выяснение причин подобного поведения Сянхуа. Тот факт, что Сиба её брат, был скрыт от неё. Как и в случае с Нацу, критиками было отмечено практически полное повторение Лэйся своей матери в дизайне, геймплее и характере персонажа. В одном из обзоров новых персонажей серии, один из критиков задумался, «следует ли ждать в скорое время дочерей Чунь-Ли?»

### Нацу
Нацу (яп. 凪津) — юная куноити, ученица Таки. Ей 17, Нацу родилась 3 августа 1591 года в Идзумо. Она вооружена двумя кодати. После того как Таки не вернулась с боевого задания, Нацу начала волноваться и отправилась на её поиски. В пути она познакомилась и присоединилась к Макси и к брату с сестрой по имени Сиба и Лэися соответственно. Тот факт, что Нацу была создана для замены Таки в серии игры, был принят в основном негативно, и Нацу получила характеристику «мини-Таки облитая розовой краской» отмечая тот факт, что она повторяет свою учительницу и внешне и в плане боевых навыков. Так один из журналистов высказал мысль, что общий дизайн персонажа рушит всю его суть и создаёт впечатление, что «им просто нужно было создать розовое дерьмо».

### Патрокл
Патрокл Александр (яп. パトロクロス・アレクサンドル Паторокуросу Арэкусандору) (греч. Πάτροκλος, ο Αλέξανδρος) — греческий воин, сын Софитии и главный герой Soulcalibur V. Ему 19 лет, Патрокл родился 13 сентября 1589 года в Афинах. Как и его мать, тётя и сестра, Патрокл используется меч и щит, с тем лишь отличием, что его боевой стиль более контактен, а меч уже больше похож на европейский. Хотя после прохождении всей игры становится доступен Патрокл с соулкалибуром в стойке Сэцуки под именем Альфа Патрокл. В возрасте двух лет сестра Патрокла — Пира — была похищена Тирой, а потом пропала и Софития, отправившись на поиски дочери. После того, как его отец перед смертью сообщил Патроклу историю его семьи, он отправляется на поиски своей матери и сестры.
Он назван в честь известного персонажа Илиады — Патрокла, который был лучшим другом и любовником Ахила и погиб, когда вышел на битву вместо него. Как и остальные персонажи, Патрокл был принят прессой и игроками довольно неоднозначно, так в одной из рецензий, он был назван «Судьёй Дреддом в Соулкалибуре» за свою любовь к закону и порядку. Портал IGN же отметил, что Патрокл по их мнению совершенно неинтересный в игре, но от уровня владения игрой за данного персонажа зависит сложность прохождения игры. Вместе с этим, подача данного персонажа как грека, также была высмеяна из-за северных черт внешности и дизайна персонажа в целом.

### Пирра
Пирра Александра — греческая воительница, дочь Софитии и главная героиня Soulcalibur V. Пирра, как и её мать, тётя и брат, использует щит и меч. Она была похищена Тирой, которая заразила её. Вскоре Пирра получает Соул Эдж (а Патрокол, соответственно, Соул Калибур). Является по совместительству одной из главных антагонистов (после Элизиума).
Пирра неуверенна в себе, она крайне ненавидит убивать и вообще причинять боль, о чём говорит то, что она извиняется чуть ли не после каждого удара. Тем не менее, она может быть и решительной, как это можно заметить во время вызволения Патрокла из кристалла.

### Сиба
Сиба (яп. シバ) — молодой мастер боевого посоха, который спустился с гор, где обучался боевым искусствам в монастыре Жэнь Хан. Ему 16 лет, Сиба родился 10 апреля 1592 году в империи Мин. Сиба является незаконным сыном Килика и Сянхуа, но дед Сяньхуа скрыл его существование и прогнал его, чтобы этот скандал не помешал свадьбе матери Сибы — Сяньхуа. Таким образом, Сиба является так же братом Лэися и имеет частично китайские корни. С этих пор он путешествует вместе со своей сестрой, Макси и Нацу.
Образ и личность Сибы были созданы под влиянием бога обезьян из китайской мифологии. Помимо этого, Сиба самый маленький персонаж-мужчина в этой части игры. Прессой была отмечена хорошая скорость персонажа, а также тот факт, что он является идейным наследником Килика. Особое внимание, также было уделено фиксации образа Сибы на еде, особенно постоянные разговоры о голоде и разных блюдах.

### Ц. В. А. Й.
Ц.В.А.Й. (яп. ツヴァイ Цувай) — таинственный человек из Венгрии, который сражается тройным мечом и способен вызывать духа по имени Э. Й. Н. Он был вынужден скрываться от убийц, подосланных графом Дюма, королём Венгрии. Впоследствии, он повстречал девушку по имени Виола, которая также обладала мистическими способностями. В конце концов они присоединяются к Зигфриду, чтобы найти «Soul Calibur». Образ данного персонажа был создан под влиянием «Неизвестной», босса игр Tekken TAG, побочной линии серии Tekken. Игровая пресса охарактеризовала Цвая как колючего и опасного персонажа, в то же время очень загадочного.

### Элизиум
Элизиум (яп. エリュシオン Эрюсион) — дух и душа призначного меча Соул Калибура, являющийся Патроклу в образе его матери. Являясь, формально, «доброй» стороной в противоборстве двух мечей, к последним главам истории SC5 Патрокл убеждается, что намерения Элизиум не столь однозначны. В бою Элизиум является персонажем-имитатором и для каждого раунда выбирает случайный стиль боя одного из персонажей женского пола.

## SoulCalibur VI

### Азвел
Азвел (яп. アズウェル Азуру)

### Грох
Грох